# بافيل ساديرين
بافيل ساديرين (بالروسية: Садырин, Павел Фёдорович)‏ (مواليد 18 سبتمبر 1942) هو لاعب كرة قدم.

## روابط خارجية
- بافيل ساديرين على موقع قاعدة بيانات كرة القدم.إي يو (الإنجليزية)